# Comtec Racing
Comtec Racing – brytyjski zespół wyścigowy, założony w 2011 przez Pierre'a Moncheur'a. Obecnie ekipa startuje w Formule Renault 3.5, Auto GP World Series i Formule 4. W przeszłości zespół pojawiał się także na starcie Europejskiego Pucharu Formuły Renault 2.0, Brytyjskiej Formuły Renault, Brytyjskiej Formuły 3 oraz Formuły Ford.

## Historia

### Formuła Ford
Na początku działalności Comtec włączył się do stawki Formuły Ford. W brytyjskiej edycji wystawił w sezonie 2003 trzy samochody: Tom Gaymor -  piąty w klasyfikacji, Oliver Jarvis - ósmy, a Dan Clarke dwunasty. Ekipa zakończyła sezon na najniższym stopniu podium.

### Formuła Renault
W latach 2003–2006 ekipa startowała w różnych wyścigach organizowanych w ramach Formuły Renault. Z Westleyem Barberem ekipa osiągnęła drugie miejsce w Brytyjskiej Formule Renault w sezonie 2004 oraz trzecie w edycji zimowej 2003 tej samej serii. W Europejskim Pucharze Formuły Renault 2.0 zespół był sklasyfikowany 12 w sezonie 2005, rok później występował tylko gościnnie. Dobra jazda Westleya Barbera we Francuskiej Formule Renault dała ekipie 8 lokatę w 2005 roku. 

### Formuła Renault 3.5
Od sezonu 2006 Comtec Raacing startuje w Formule Renault 3.5. I to właśnie pierwszy sezon startów był dla zespołu najlepszy. Stało się tak za sprawą Alxa Danielssona – mistrza serii w sezonie 2006. Właśnie jego wyczyn, mimo słabych występów pozostałych kierowców dał ekipie trzecią lokatę w klasyfikacji generalnej. 
Kolejny sezon mimo zwycięstwa w wyścigu Alejandro Núñeza był bardzo słaby - zakończył się 13 pozycją. W sezonach 2008-2011 startował cień zespołu z 2006 roku. Jedynie Jon Lancaster w 2009 i Stefano Coletti w 2010 roku zbliżyli zespół do czołówki. Jednak słaba postawa innych kierowców sprawiła, że zespół kończył mistrzostwa odpowiednio na ósmej, dziesiątej, piątej i trzynastej pozycji.
W sezonie 2012 z dobrej strony pokazał się Nick Yelloly. Dał on zespołowi dwa zwycięstwa, a sobie zapewnił 5 lokatę w klasyfikacji kierowców. Drugi kierowca - Vittorio Ghirelli ukończył sezon z dorobkiem 5 punktów. Łącznie 127 punktów dało Comtec Racing 7 pozycję w klasyfikacji generalnej.
Na sezon 2013 Comtec zatrudnił Daniiła Mowe oraz Lucasa Foresti w roli kierowców wyścigowych. Pierwszy z nich uzbierał łącznie 12 punktów, a drugi w ogóle nie punktował. Zespół został sklasyfikowany na ostatnim 13. miejscu.
W 2014 roku ekipa wystawiała samochody tylko w sześciu rundach. Początek sezonu był obiecujący. Podczas pierwszego wyścigu na torze Ciudad del Motor de Aragón Nikołaj Marcenko stanął na drugim stopniu podium. Jednak po wycofaniu Rosjanina, jedynie Esteban Ocon na Hungaroringu zdołał zdobyć dwa punktów. W klasyfikacji generalnej ekipa została sklasyfikowana na jedenastej pozycji.

### Auto GP World Series
Po rundzie na torze Mugello Circuit w Auto GP World Series w sezonie 2013 Comtec zawarł umowę z ekipą Virtuosi UK. Od tej pory w Auto GP startuje zespół Comtec by Virtuosi. Jedynym kierowcą, który startował w zespole był Roberto La Rocca] sklasyfikowany na 15 pozycji w klasyfikacji generalnej.

## Starty

### Formuła Renault 3.5
W latach 2012–2013 Comtec figurował na liście startowej jako SMP Racing by Comtec
| Rok  | Bolid                   | Kierowcy             | Wyścigi | Wygrane | PP | NO | Pkt | M.K. | M.Z. |
| ---- | ----------------------- | -------------------- | ------- | ------- | -- | -- | --- | ---- | ---- |
| 2006 | Dallara T05–Renault     | Alx Danielsson       | 17      | 4       | 3  | 2  | 112 | 1    | 3    |
| 2006 | Dallara T05–Renault     | Edwin Jowsey         | 2       | 0       | 0  | 0  | 0   | N/A  | 3    |
| 2006 | Dallara T05–Renault     | Jaap van Lagen       | 5       | 0       | 0  | 0  | 8   | 28   | 3    |
| 2006 | Dallara T05–Renault     | Carlos Iaconelli     | 2       | 0       | 0  | 0  | 0   | N/A  | 3    |
| 2006 | Dallara T05–Renault     | Celso Míguez         | 6       | 0       | 0  | 0  | 10  | 24   | 3    |
| 2007 | Dallara T05–Renault     | Jaap van Lagen       | 2       | 0       | 0  | 0  | 0   | N/A  | 13   |
| 2007 | Dallara T05–Renault     | Michael Herck        | 14      | 0       | 0  | 0  | 0   | N/A  | 13   |
| 2007 | Dallara T05–Renault     | Alejandro Núñez      | 16      | 1       | 0  | 0  | 31  | 18   | 13   |
| 2008 | Dallara T08–Renault     | Marco Bonanomi       | 16      | 0       | 1  | 0  | 56  | 11   | 8    |
| 2008 | Dallara T08–Renault     | Pasquale Di Sabatino | 13      | 0       | 0  | 0  | 20  | 20   | 8    |
| 2008 | Dallara T08–Renault     | Sten Pentus          | 2       | 0       | 0  | 0  | 0   | 31   | 8    |
| 2009 | Dallara T08–Renault     | Anton Niebylicki     | 4       | 0       | 0  | 0  | 0   | 29   | 10   |
| 2009 | Dallara T08–Renault     | John Martin          | 7       | 0       | 0  | 0  | 8   | 22   | 10   |
| 2009 | Dallara T08–Renault     | Cristiano Morgado    | 2       | 0       | 0  | 0  | 0   | 38   | 10   |
| 2009 | Dallara T08–Renault     | Alberto Valerio      | 2       | 0       | 0  | 0  | 0   | 36   | 10   |
| 2009 | Dallara T08–Renault     | Greg Mansell         | 2       | 0       | 0  | 0  | 1   | 26   | 10   |
| 2009 | Dallara T08–Renault     | Harald Schlegelmilch | 2       | 0       | 0  | 0  | 0   | 37   | 10   |
| 2009 | Dallara T08–Renault     | Alexandre Marsoin    | 1       | 0       | 0  | 0  | 0   | NS   | 10   |
| 2009 | Dallara T08–Renault     | Max Chilton          | 1       | 0       | 0  | 0  | 0   | 40   | 10   |
| 2009 | Dallara T08–Renault     | Jon Lancaster        | 12      | 1       | 2  | 1  | 39  | 13   | 10   |
| 2010 | Dallara T08–Renault     | Greg Mansell         | 17      | 0       | 0  | 0  | 23  | 15   | 5    |
| 2010 | Dallara T08–Renault     | Stefano Coletti      | 17      | 0       | 0  | 0  | 76  | 6    | 5    |
| 2011 | Dallara T08–Renault     | Daniel McKenzie      | 17      | 0       | 0  | 0  | 0   | 30   | 13   |
| 2011 | Dallara T08–Renault     | Daniël de Jong       | 17      | 0       | 0  | 0  | 2   | 29   | 13   |
| 2012 | Dallara FR35/12–Renault | Vittorio Ghirelli    | 17      | 0       | 0  | 0  | 5   | 23   | 7    |
| 2012 | Dallara FR35/12–Renault | Nick Yelloly         | 17      | 2       | 1  | 0  | 122 | 5    | 7    |
| 2013 | Dallara FR35/12–Renault | Daniił Mowe          | 17      | 0       | 0  | 0  | 12  | 22   | 13   |
| 2013 | Dallara FR35/12–Renault | Lucas Foresti        | 17      | 0       | 0  | 1  | 0   | 26   | 13   |
| 2014 | Dallara-Renault         | Nikołaj Marcenko     | 4       | 0       | 0  | 0  | 36  | 14   | 11   |
| 2014 | Dallara-Renault         | Cameron Twynham      | 6       | 0       | 0  | 0  | 0   | 25   | 11   |
| 2014 | Dallara-Renault         | Andrea Roda          | 1       | 0       | 0  | 0  | 0   | 28   | 11   |
| 2014 | Dallara-Renault         | Esteban Ocon         | 3       | 0       | 0  | 0  | 2   | 23   | 11   |

### Auto GP World Series
W sezonie 2013 Comtec figuruje na liście startowej jako Comtec by Virtuosi
| Rok  | Bolid      | Kierowcy         | Wyścigi | Wygrane | PP | NO | Pkt | M.K. | M.Z. |
| ---- | ---------- | ---------------- | ------- | ------- | -- | -- | --- | ---- | ---- |
| 2013 | Lola–Zytek | Roberto La Rocca | 6       | 0       | 0  | 0  | 20  | 15   | 9    |

### Europejski Puchar Formuły Renault 2.0
| Rok  | Bolid                 | Kierowcy           | Wyścigi | Wygrane | PP | NO | Pkt | M.K. | M.Z. |
| ---- | --------------------- | ------------------ | ------- | ------- | -- | -- | --- | ---- | ---- |
| 2005 | Tatuus FR2000–Renault | Westley Barber     | 8       | 0       | 0  | 0  | 16  | 18   | 12   |
| 2005 | Tatuus FR2000–Renault | Pippa Mann         | 15      | 0       | 0  | 0  | 0   | 39   | 12   |
| 2005 | Tatuus FR2000–Renault | Gustavo Sondermann | 2       | 0       | 0  | 0  | 0   | N/A  | 12   |
| 2006 | Tatuus FR2000–Renault | Pippa Mann         | 16      | 0       | 0  | 0  | 86  | 19   | NS   |